# Dąbrowice

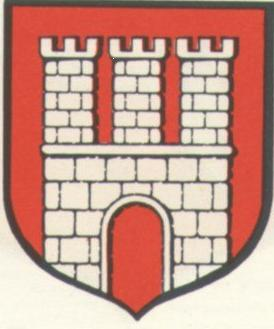
Historyczny herb Dąbrowic

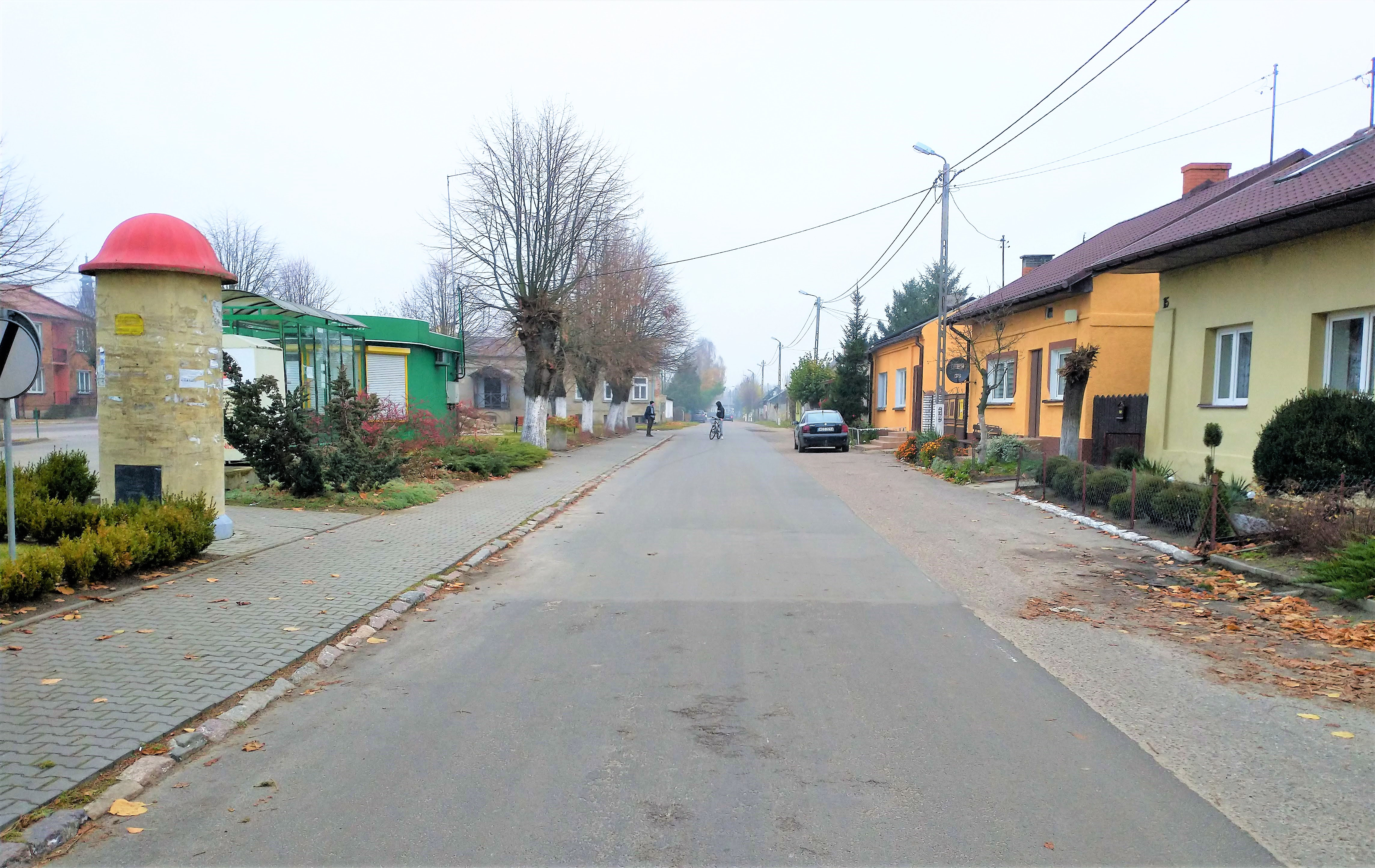
Fragment rynku dąbrowickiego

Dąbrowice – miasto w Polsce położone w województwie łódzkim, w powiecie kutnowskim, w gminie Dąbrowice. Siedziba gminy Dąbrowice.
Dąbrowice uzyskały lokację miejską przed 1455 rokiem. Prawa miejskie utraciły 31 maja 1870, a odzyskały je 1 stycznia 2023 roku. W latach 1867–1954 i od 1973 siedziba gminy Dąbrowice, a w latach 1954–1972 gromady Dąbrowice.

## Historia
Pod względem historycznym Dąbrowice leżą w dawnej ziemi łęczyckiej.
W końcu XVI wieku jako miasto królewskie w starostwie przedeckim w powiecie łęczyckim województwa łęczyckiego. Miasto prywatne Królestwa Kongresowego położone było w 1827 roku w powiecie orłowskim, obwodzie gostyńskim województwa mazowieckiego. W latach 1954–1972 wieś należała i była siedzibą władz gromady Dąbrowice. W latach 1975–1998 miejscowość należała administracyjnie do województwa płockiego.
W 1507 w Dąbrowicach powstała rzymskokatolicka parafia św. Wojciecha.

## Odzyskanie praw miejskich (2023)
W grudniu 2021 Rada Gminy podjęła decyzję o przeprowadzeniu konsultacji z mieszkańcami w sprawie wystąpienia z wnioskiem o przywrócenie Dąbrowicom (670 mieszkańców) statusu miasta, utraconego ukazem carskim z 1869. Konsultacje będą trwały miesiąc, od 20 stycznia 2022. W konsultacjach na terenie całej gminy udział wzięło 638 spośród 1513 osób uprawnionych do głosowania (frekwencja wyniosła 42,2%). Za nadaniem Dąbrowicom statusu miasta oddano 590 głosów (92,5% ważnych głosów), przeciwko były 23 osoby (3,6%) i tyle samo głosujących wstrzymało się. W Dąbrowicach uprawnionych do głosowania było 700 mieszkańców, z czego 316 uczestniczyło w konsultacjach (frekwencja 45,15%). Za nadaniem statusu miasta było 278 głosujących (88% ważnych głosów), 17 było przeciw (5,4%), a 21 wstrzymało się od głosu (6,6%). Dnia 28.03.2022, podczas sesji Rady Gminy w Dąbrowicach, radni 15 głosami „za” podjęli uchwałę XL/226/2022 o wystąpieniu z wnioskiem o nadanie Dąbrowicom statusu miasta. 1 stycznia 2023 doszło do przywrócenia statusu miasta.

## Demografia
Dane z 31 grudnia 2023:
| Opis      | Ogółem | Ogółem | Kobiety | Kobiety | Mężczyźni | Mężczyźni |
| --------- | ------ | ------ | ------- | ------- | --------- | --------- |
| Jednostka | osób   | %      | osób    | %       | osób      | %         |
| Populacja | 951    | 100    | 494     | 51,95   | 457       | 48,05     |

## Integralne części miasta
| SIMC    | Nazwa        |
| ------- | ------------ |
| 0562896 | Cieleburzyna |
| 0562904 | Działy       |
| 0562910 | Dzięgost     |
| 0562927 | Majdany      |
| 0562933 | Piotrowo     |

Dąbrowice podzielone są na trzy sołectwa:
- Dąbrowice Pierwsze – obejmuje obszar południowy w widłach ulic Kłodawskiej i Cmentarnej, z Piotrowem;
- Dąbrowice Drugie – obejmuje centrum Dąbrowic oraz obszar północno-zachodni w widłach ulic Sławińskiego i Kłodawskiej z Cieleburzyną;
- Dąbrowice Trzecie – obejmuje obszar północno-zachodni w widłach ulic Sławińskiego i Wodnej, z Błoniem, Działami, Dzięgostem i Majdanami.

## Zabytki
Według rejestru zabytków Narodowego Instytutu Dziedzictwa na listę zabytków wpisane są obiekty:
- Parafialny kościół pw. św. św. Wojciecha i Stanisława, 1813, nr rej.: 382 z 31.05.1967
- Ratusz, nr rej.: 383 z 31.05.1967
- Dom, Rynek 6, drewniany, 1 poł. XIX w., nr rej.: 401 z 10.07.1967
- Układ komunikacyjny kolejki wąskotorowej – Krośniewicka Kolej Dojazdowa

## Osoby związane z Dąbrowicami
- Wojciech Nierychlewski – polski duchowny katolicki, błogosławiony Kościoła katolickiego.
- Tadeusz Woźniak – wójt Gminy Dąbrowice w latach 1998–2005, poseł na Sejm V, VI, VII, VIII, IX Kadencji.